# Д’Аренберг, Леопольд-Филипп
Леопольд-Филипп-Шарль-Жозеф д’Аренберг (фр. Léopold-Philippe-Charles-Joseph d'Arenberg; 14 октября 1690, Брюссель — 4 марта 1754, Хеверле), 4-й герцог д'Аренберг, 10-й герцог д'Арсхот, князь Священной Римской империи — имперский генерал-фельдмаршал, государственный деятель Австрийских Нидерландов.

## Биография
Сын герцога Филиппа-Шарля-Франсуа д’Аренберга и Марии-Генриетты дель Карретто.
Маркиз де Монкорне, граф де Сенеген, и прочее, гранд Испании 1-го класса. По выражению Луи-Проспера Гашара, «был одним из принцев, которые придали наибольший блеск дому Аренбергов».
Лишился отца в возрасте десяти месяцев. 13 января 1700, в девять лет, был пожалован Карлом II в рыцари ордена Золотого руна. Цепь была ему передана курфюрстом Баварским Максимилианом-Эммануэлем, штатгальтером Нидерландов, 3 апреля.

### Война за Испанское наследство
В войне за Испанское наследство Леопольд, верный традициям своих предков, стал на сторону Карла III. После битвы при Рамийи конференция, представлявшая две морские державы, 4 июня 1706 назначила его полковником валлонского пехотного полка, а 21 июля членом Госсовета, которому эти державы поручили управление отвоеванными у французов Испанскими Нидерландами. Карл III 23 сентября 1706 назначил его дворянином своей Палаты и капитаном бургундских телохранителей в Брюсселе.
После того, как Монс был взят союзниками (20.10.1709), Госсовет 3 ноября временно назначил Аренберга великим бальи Эно. Во главе своего полка он принимал участие в кампании того года, и был ранен в битве при Мальплаке.
В 1713 году он служил в императорской армии на Рейне в чине генерал-майора, в который был произведен в 1711 году Карлом III, ставшим императором под именем Карла VI. После подписания в 1714 году мира между империей и Францией, герцог совершил поездку в Париж, где ум, манеры и куртуазность принесли ему большой успех в литературном мире и при дворе.
17 мая 1716 назначен генерал-фельдмаршал-лейтенантом, 22 августа — командиром собственного полка. В 1716 году участвовал в Венгерской кампании под началом принца Евгения; 5 августа отличился в битве при Петервардейне, где командовал левым флангом второй линии имперской армии, а затем при осаде Темешвара, где получил ранение в лицо.
По завершении кампании вернулся в Вену, где был милостиво принят императором и двором. Два следующих года также находился в армии принца Евгения.

### Губернатор Эно
2 апреля 1718 стал членом государственного военного совета в Нидерландах, а 13 ноября был назначен военным губернатором Эно и Монса. Принеся в этом качестве присягу принцу Евгению, Аренберг отправился в Нидерланды. 3 февраля 1723 окончательно утвержден в должностях наместника, капитан-генерала и великого бальи Эно.
К тому времени прерогативы великих бальи Эно значительно расширились, их власть в этой провинции местами превосходила ту, что имели штатгальтеры Нидерландов. В частности, великому бальи принадлежало право назначения магистрата в Монсе, которое давало, при поддержке третьего сословия, решающее влияние.
Венский двор и министры в Брюсселе считали необходимым ограничить эти полномочия, и распоряжением от 1723 года император изменил из в нескольких пунктах, важнейшим из которых была передача назначения эшевенов Монса генерал-губернатору Нидерландов. Герцог д’Аренберг протестовал против этого решения, так как оно ощутимо снижало его авторитет.
После долгого разбирательства император, в виде особой милости, и в виду достоинств и личной службы его и его предков, вернул герцогу отнятые полномочия, при этом решительно подтвердив, что подобная власть не будет предоставлена его преемникам (24.10.1731).
«Бельгийцы во все времена высоко ценили губернаторство принцев крови», и Карл VI, дав принцу Евгению другое назначение, решил направить в провинции эрцгерцогиню Марию Элизабет, свою сестру, при условии, что Штаты предоставят наместнице дотацию, позволяющую содержать двор, достойный ее происхождения и должности.
Герцог д’Аренберг приложил немало усилий для достижения комбинации, позволявшей согласовать пожелания и интересы страны. Годовая субсидия, которой он добивался в Эно, была столь значительной (500 тыс. флоринов), что ее вотирования Штатами удалось добиться с трудом, но во Фландрии, где также потребовалось его вмешательство, дело встретило немалые затруднения, связанные с бременем расходов, которые несла эта провинция. Тем не менее, первые поездки в Гент и Брюгге позволили сгладить часть затруднений, и в конце концов субсидия была вотирована Фландрией и другими провинциями.
18 октября 1723 герцог был произведен в генералы артиллерии. В конце 1733 года, с началом войны за Польское наследство, он был определен в Рейнскую армию принца Евгения. Кампания того года «не была блестящей для императорских войск», не сумевших помешать французам овладеть Филиппсбургом.
13 декабря 1732 Карл VI назначил Аренберга капитаном своих трабантов, а 17 февраля 1736 сделал действительным членом Тайного совета. 23 февраля 1737 герцог был назначен на важный пост главнокомандующего войсками в Нидерландах, а 20 мая возведен в высший военный ранг империи, став генерал-фельдмаршалом.

### Война за Австрийское наследство
События, последовавшие за смертью императора, позволили Аренбергу оправдать полученные милости. В апреле 1742 Мария Терезия направила его в Гаагу и Лондон в ранге чрезвычайного посла и полномочного министра; он укрепил альянс с Соединенными провинциями и договорился с королем Англии о предоставлении военной помощи. 14 мая он заключил в Гааге с послом Георга II лордом Стэром соглашение о размещении английских войск в Нидерландах, позднее обсудив с королем и его министрами численность этих войск.
Георг II хотел напасть на Францию с севера, который в тот момент был оголен, и надеялся овладеть Дюнкерком, но герцог, согласно инструкциям Марии Терезии, уговорил короля действовать против французской армии, вторгшейся на территорию империи.
В начале 1743 года английские войска лорда Стэра высадились в Остенде, а герцог д’Аренберг выступил ему навстречу с австрийскими войсками из Германии. Перейдя 4 апреля Рейн у Нойвида, герцог получил в Зингеринге 4-хтысячное подкрепление генерала Палффи, и двинулся на Мейн, где соединился с англичанами. Во главе объединенной армии встал Георг II, 27 июня одержавший полную победу над французами при Деттингене. Аренберг, войска которого внесли основной вклад в успех этого дня, в сражении был ранен в грудь. Георг II засвидетельствовал его храбрость и умение, и, покидая армию 1 октября, передал командование Аренбергу. Кампания вскоре после этого закончилась, и герцог, отведя войска за Рейн на зимние квартиры, отправился в Вену.
В начале 1744 года Мария Терезия поручила ему новую миссию в Голландии и Англии для выработки на конференции в Лондоне плана ближайшей кампании. Георг II лично просил королеву прислать на переговоры Аренберга, по причине популярности, которой тот добился у армии и нации, его действий в битве при Деттингене и доверия к его военным талантам. 12 февраля Аренберг покинул Вену, получив на прощальной аудиенции в знак монаршего благоволения трость, украшенную алмазами.
В Гааге и Лондоне посол был принят любезно, но ему не удалось помешать выводу части английских войск с континента. Это имело гибельные последствия для австрийцев, так как французы приняли решение атаковать Нидерланды. Армии Людовика XV и маршала Саксонского вторглись в провинции, и союзники могли противопоставить им лишь войска, значительно уступавшие числом.
Голландцы вяло обороняли барьерные крепости, где стояли их гарнизоны, в результате чего Куртре, Менен, Ипр и Фюрн были взяты противником. Герцог д’Аренберг командовал австрийскими войсками, англо-ганноверцев возглавлял фельдмаршал Уэйд, а голландцев граф Мориц фон Нассау.
Несмотря на превосходство французской армии, герцог смелым движением и форсированным маршем 8 августа проник на французскую территорию со стороны Сизуана, имея под командованием австрийскую и голландскую дивизии; фельдмаршал Уэйд также к ним присоединился. Союзная армия заняла Орши и стала лагерем в полулье от Лилля, оставаясь на этой позиции в течение августа и сентября. Других результатов кампания не имела.
В кампанию 1745 года Аренберг был назначен командовать австрийской армией, оперировавшей на Нижнем Рейне. 21 января он выехал из Брюсселя к войскам, с которыми встретился под Кёльном. 19 февраля он перешел Рейн с намерением наступать к границе империи, последовательно разбивая лагерь у Зигбурга, Лимбурга, Висбадена, Хадамара, Монтабора, Миндена, Зигена, не встречая противодействия со стороны французов. 14 июня он был вызван Марией Терезией в Вену, и сдал командование генерал-фельдмаршалу графу Баттьяни.
25 июня герцог прибыл в столицу. Говорили, что его могут назначить губернатором Милана и Ломбардии, или командующим итальянской армией, но Аренберг был послан в Силезию командовать пехотой в войсках герцога Карла Лотарингского. Между тем французы захватили почти все Австрийские Нидерланды. По окончании силезской кампании герцог вернулся в Вену, где получил все виды признательности от императора и императрицы, затем он отправился в свое герцогство Аренберг, а зиму 1747/1748 годов провел в Гааге.
Ахенский мир 1748 года вернул австрийцам Нидерланды. В качестве временного правительства страны Мария Терезия учредила так называемую жунту (jointe), или комиссию, президентство в которой было поручено Аренбергу (8.10.1748). Жунта была собрана в Рурмонде 30 октября графом Баттьяни от имени императрицы, и действовала до прибытия в Брюссель принца Лотарингского в апреле 1749.
В 1740 году герцог добился от Марии Терезии для своего старшего сына Шарля-Мари-Раймона должности помощника, или заместителя великого бальи Эно, и постепенно стал отказываться от ведения дел. В 1749 году он подал в отставку с поста военного губернатора Монса, оставив за собой лишь главное командование в Нидерландах.
Герцог умер 4 марта 1754 в замке Хеверле, близ Лувена, его останки были перевезены в Ангьен и погребены в церкви капуцинов.

## Культурная деятельность
Герцог д’Аренберг был заметным представителем века Просвещения, покровителем наук и искусств. В Вене он познакомился с Жаном-Батистом Руссо, и когда знаменитый лирический поэт в 1722 году приехал в Брюссель, в надежде получить от принца Евгения должность историографа Нидерландов, Аренберг оказал ему хороший прием и пригласил за свой стол. В дальнейшем он следил за успехами Руссо, получившего от принца обещанный патент, и пытался вступиться за него перед сановниками Венского двора и брюссельскими министрами, во главе с маркизом де При. Принц Евгений проявил равнодушие к судьбе Руссо, которого перед этим обнадежил, и император отказался утвердить назначение. После прибытия Марии Элизабет у Руссо отобрали апартаменты, пожалованные двором, наконец, после краха Остендской компании, в которую тот вложил все свои средства, поэт оказался в нищете.
В этой ситуации герцог д’Аренберг оказал ему помощь, приняв в своем особняке Аренберг и включив в число своих пенсионеров. «По крайней мере, таково свидетельство традиции и общее мнение». Вольтер и мадам дю Шатле во время своих поездок в Брюссель часто встречались с Аренбергом и пользовались его гостеприимством. Немалое огорчение герцогу доставила вражда, начавшаяся между Вольтером и Руссо. В 1736 году Руссо напечатал в 23-м томе «Французской библиотеки» пасквиль на Вольтера, упомянув там о своих беседах с Аренбергом. Вольтер направил герцогу жалобу на клевету, и Аренберг ответил сожалением из-за того, что имя было использовано в таком контексте.
Если верить письму Вольтера к Тьерьо от 18 ноября 1736, после этой истории герцог прогнал Руссо, но отсутствие иных свидетельств не позволяет ни подтвердить, ни опровергнуть его слова.
Незадолго до начала войны за Австрийское наследство герцог д’Аренберг вступил в переписку с Фридрихом II. 2 августа 1739 прусский принц писал Вольтеру:

Если вы увидитесь с герцогом д’Аренбергом, передайте ему мои комплименты, и скажите, что две французские строчки его рукой доставят мне больше удовольствия, чем тысяча немецких литер в канцелярском стиле.— Gachard L.-P. Arenberg (Léopold-Philippe-Charles-Joseph, duc d'), p. 421
И в другой раз:

Побраните слегка, прошу вас, герцога д’Аренберга, за то, что не торопится мне ответить. Я не знаю, кто из нас двоих больше занят, но отлично знаю, кто больший лентяй.— Gachard L.-P. Arenberg (Léopold-Philippe-Charles-Joseph, duc d'), p. 421

## Семья
Жена (29.03.1711): Мария Франческа Пиньятелли (1696—1766), дочь Никколо Пиньятелли, герцога ди Бизачча, и графини Мари-Клер-Анжелики д’Эгмонт. 14 сентября 1731 пожалована в дамы ордена Звездного креста
Дети:
- Мари-Виктория-Паула д’Аренберг (26.10.1714, Брюссель — 13.04.1793, Страсбург), дама ордена Звездного креста (3.05.1736). Муж (7.12.1735): маркграф Август Георг Баден-Баденский (1706—1771), брак бездетный
- Мари-Аделаида-Анна д’Аренберг (30.09.1719, Ангьен — 23.02.1792, Шато-Шалон), дама ордена Звездного креста (3.05.1744), канонисса в Шато-Шалоне
- герцог Шарль-Мари-Раймон д’Аренберг (31.07.1721—17.08.1778). Жена (18.06.1748): Луиза-Маргарита де Ламарк (1730—1820), дочь графа Луи-Анжельбера де Ламарка и Мари-Анны-Иасенты де Виделу, 8 детей
- Мари-Флора-Шарлотта-Тереза д’Аренберг (23.10.1722, Ангьен — 10.02.1776, Брюссель), дама ордена Звездного креста (3.05.1744). Муж (12.01.1744): граф Жан-Шарль-Жером де Мерод (1719—1744)
- Мари-Элали-Огюстина д’Аренберг (1731 — 14.12.1745, Вена), ум. от оспы
- Леопольд-Шарль-Мари д’Аренберг (13.09.1730, Вена — 7.03.1735, Вена)